# Breuchotte
Breuchotte és un municipi francès situat al departament de l'Alt Saona i a la regió de Borgonya - Franc Comtat. L'any 2019 tenia 301 habitants. Es troba als marges del Breuchin.

## Demografia
El 2007 tenia 310 habitants. Hi havia 136 famílies.

## Economia
El 2007 la població en edat de treballar era de 189 persones, 139 eren actives i 50 eren inactives. L'economia és caracteritzada per empreses de serveis de poximitta.